# 城山原生林
城山原生林（しろやまげんせいりん）は、徳島県徳島市の城山（徳島中央公園）にある原生林である。徳島市指定天然記念物。

## 概要
市街地の中心に広大な緑地帯が存在するのは、全国的にも珍しく、徳島市の木でもあるホルトノキの群落など、たくさんの貴重な植物が自生している。また城山原生林には、80種余りの野鳥が生存している。
推定樹齢が600年の竜王さんのクスは、1934年（昭和6年）の室戸台風で倒壊したものの、現在も市民に親しまれている城山を代表する木のひとつである。
しかし、近年の急速な都市化により、原生林は衰弱し始め、ホルトノキが減少しつつある。
1963年（昭和38年）4月27日に徳島市天然記念物に指定され、環境省からは特定植物群落にも指定されている。